# 611 Валерія

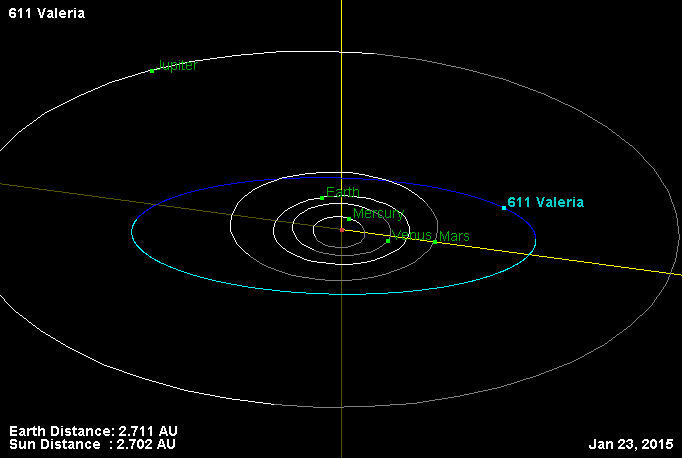
Орбіта астероїда 611 Валерія

611 Валерія (611 Valeria) — астероїд головного поясу, відкритий 24 вересня 1906 року Джоелем Хастінґсом Меткалфом у Тонтоні, Массачусетс.